# GE C-C (RFFSA)
A  GE C-C foi um tipo de locomotiva elétrica construída pela General Electric e comprada pela RFFSA (Central do Brasil) em 1962. 

## História

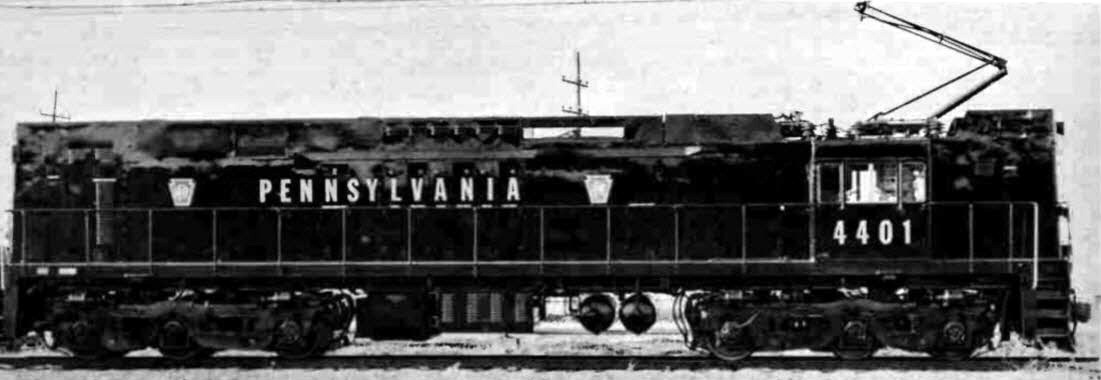
Locomotiva GE E44, fabricada para a Pennsylvania Railroad.

Com o crescimento do transporte de cargas na Serra do Mar, principalmente em Volta Redonda, a EFCB adquiriu 15 locomotivas elétricas GE 2-C+C-2 de 3817 hp de potência. Apelidadas de “Escandalosas”, as locomotivas tinham muita potência, mas um baixo peso aderente. Isso fazia com que os pesados trens (de até 1800 ton.) patinassem no transporte de cargas na Serra do Mar. Com a incorporação da Central pela RFFSA, em 1959 a nova empresa resolveu realizar uma aquisição emergencial de 7 locomotivas elétricas B+B da Siemens, com 3000 hp de potência. Com seu bom desempenho, as locomotivas Siemens se viram sobrecarregadas e obrigaram a RFFSA a adquirir mais 6 locomotivas elétricas, fabricadas pela GE. 
A GE baseou o projeto da nova locomotiva da RFFSA em dois projetos existentes. Mecânica similar do modelo E44, recém-fabricadas para a Pennsylvania Railroad e carenagem baseada na de locomotivas para exportação “Universal” (já utilizada pela RFFSA). A primeira locomotiva ficou pronta em setembro de 1962, sendo entregue para a RFFSA. Até dezembro daquele ano todas as 6 foram entregues. 
Essas locomotivas, foram apelidadas de Charutão em função de sua caixa longa e estreita, sendo usadas principalmente em trens de carvão para a Companhia Siderúrgica Nacional em Volta Redonda, normalmente em tração dupla ou, mais raramente, tripla.

## Proprietários Originais
| Ferrovia                      | País   | Bitola | Quantidade |
| ----------------------------- | ------ | ------ | ---------- |
| Rede Ferroviária Federal S.A. | Brasil | 1,600m | 06         |

## Tabela
| Modelo  | Potência (HP) | Bitola (m) | Fabricante       | Origem | Ano de Fabricação |
| ------- | ------------- | ---------- | ---------------- | ------ | ----------------- |
| GE 4400 | 4400          | 1,600      | General Electric | Brasil | 1962              |

| Numeração (SIGO) | Entrada em serviço | Destino                                         | Observações |
| ---------------- | ------------------ | ----------------------------------------------- | ----------- |
| 9080             | 1962               | Baixada e vendida como sucata                   | Ex 2151     |
| 9081             | 1962               | Baixada e vendida como sucata no Rio de Janeiro | Ex 2152.    |
| 9082             | 1962               | Baixada e vendida como sucata em São Paulo      | 2153        |
| 9083             | 1962               | Baixada e vendida como sucata                   | 2154        |
| 9084             | 1962               | Baixada e vendida como sucata                   | 2155        |
| 9085             | 1962               | Baixada e vendida como sucata                   | 2156        |

- Seu design espartano, similar ao adotado nas locomotivas diesel-elétricas (U18C ou U9B) da época, contrastava com de outras locomotivas elétricas, mas implicava menores custos de fabricação e mais facilidade de acesso aos equipamentos quando de sua manutenção.

- Possuíam 123 toneladas de peso total, permitindo tração múltipla e apresentado maior eficiência na tração que as Escandalosas. Foram numeradas de 2151-2156 (nº de fabricação 34359-34364) quando da sua chegada na ferrovia.
- Na RFFSA-EFSJ receberam a numeração padrão SIGO: 9080-9085.